# Цис-Тетрахлородиамминплатина
цис-Тетрахлородиамминплатина(IV) (соль Клеве) — неорганическое вещество, комплексный хлорид-аммиакат платины [Pt(NH3)2Cl4], ярко-жёлтые кристаллы, плохо растворяется в воде.

## Получение
- Действие концентрированного раствора аммиака на гексахлороплатинат(IV) водорода:

{\displaystyle {\mathsf {H_{2}[PtCl_{6}]+4(NH_{3}\cdot H_{2}O)\ {\xrightarrow {}}\ cis{\text{-}}[Pt(NH_{3})_{2}Cl_{4}]\downarrow +2NH_{4}Cl+4H_{2}O}}}
- Действие хлора на соль Пейроне:

{\displaystyle {\mathsf {cis{\text{-}}[Pt(NH_{3})_{2}Cl_{2}]+Cl_{2}\ {\xrightarrow {}}\ cis{\text{-}}[Pt(NH_{3})_{2}Cl_{4}]\downarrow }}}

## Физические свойства
Цис-тетрахлородиамминплатина образует ярко-жёлтые кристаллы, при слабом нагревании становится темно-зелёным. Плохо растворяется в воде.

## Химические свойства
- Изомеризуется при нагревании:

{\displaystyle {\mathsf {cis{\text{-}}[Pt(NH_{3})_{2}Cl_{4}]\ {\xrightarrow {240^{o}C}}\ trans{\text{-}}[Pt(NH_{3})_{2}Cl_{4}]}}}
- Реагирует с горячей концентрированной азотной кислотой:

{\displaystyle {\mathsf {cis{\text{-}}[Pt(NH_{3})_{2}Cl_{4}]+2HNO_{3}+2H_{2}O\ {\xrightarrow {100^{o}C}}\ PtO_{2}\downarrow +2NH_{4}NO_{3}+4HCl\uparrow }}}
- Реагирует с горячими концентрированными щелочами:

{\displaystyle {\mathsf {cis{\text{-}}[Pt(NH_{3})_{2}Cl_{4}]+6NaOH\ {\xrightarrow {100^{o}C}}\ Na_{2}[Pt(OH)_{6}]\downarrow +2NH_{3}\uparrow +4NaCl}}}
- Реагирует с  концентрированным раствором аммиака:

{\displaystyle {\mathsf {cis{\text{-}}[Pt(NH_{3})_{2}Cl_{4}]+NH_{3}\cdot H_{2}O\ {\xrightarrow {}}\ [Pt(NH_{3})_{3}Cl_{3}]Cl\downarrow +H_{2}O}}}